# Митрофанова, Ирина Вячеславовна
Ирина Вячеславовна Митрофанова (род. 19 января 1965 года в Гурзуфе, Крымская область, УССР, СССР) — российский учёный, специалист в области биотехнологии и вирусологии растений, член-корреспондент РАН (2019), доктор биологических наук (2008).
Заведующая научно-исследовательским отделом экспериментальной биологии и патологии растений Федерального государственного бюджетного учреждения науки Главного ботанического сада им. Н. В. Цицина РАН (ГБС РАН, Москва)

## Биография
Родилась в пгт. Гурзуф (Крымская обл.). Окончила Университет аграрных наук им. Святого Иштвана Szent István Hungarian University of Agriculture and Life Sciences (Gödöllői Szent István Agrártudományi Egyetem) в г. Гёдёллё, Венгрия (1989).
С 1989 по 1990 гг. работала стажером-исследователем на кафедре биотехнологии Московской сельскохозяйственной академии им. К.А. Тимирязева, где выполняла исследования по выделению протопластов и соматической гибридизации пшеницы.
В сентябре 1990 года была принята на работу в отдел биотехнологии Государственного Никитского ботанического сада (г. Ялта) на должность старшего лаборанта и в декабре этого же года поступила в аспирантуру по специальности «биотехнология». В 1993 году, окончив обучение в аспирантуре ГНБС, в июне 1994 года успешно защитила кандидатскую диссертацию «Биологические особенности индуцированного морфогенеза и регенерации растений зизифуса (Zizyphus jujuba Mill.) в условиях in vitro» и получила диплом кандидата биологических наук по двум специальностям: «ботаника» и «биотехнология». С 1994 работала в Никитском ботаническом саду, пройдя путь от младшего научного сотрудника отдела биотехнологии до заведующего отделом биологии развития растений, биотехнологии и биобезопасности. В 1999 году получила аттестат старшего научного сотрудника по специальности «ботаника». Обучалась в докторантуре по специальности биотехнология (2001-2004), защитила докторскую диссертацию (2007) и получила диплом доктора биологических наук (2008). Заведующая лабораторией биотехнологии и вирусологии растений (2008-2014). В период своей научной деятельности в Никитском ботаническом саду с января 2011 по апрель 2014 года была директором Учебно-научного центра биологии и экологии субтропических растений и ландшафтоведения Национального университета биоресурсов и природопользования Украины (НУБиП Украины), и будучи профессором кафедры молекулярной биологии, микробиологии и биобезопасности читала лекции и проводила семинарские занятия со студентами по специальности генетика и биобезопасность. Организовывала практическое обучение студентов университета на базе Центра и Никитского ботанического сада. Главный научный сотрудник, заведующая отделом биологии развития растений, биотехнологии и биобезопасности и лабораторией биотехнологии и вирусологии растений ФГБУН "НБС-ННЦ" (2014-2021). С 2014 по 2022 гг. — профессор базовой кафедры садово-паркового и ландшафтного искусства УрГАУ. С 2019 по 2021 гг. руководила Курчатовским геномным центром - НБС-ННЦ. В марте 2022 года стала руководителем отдела научно-инновационной и международной деятельности Федерального бюджетного учреждения науки Главного ботанического сада им. Н.В. Цицина РАН (ГБС РАН).  С 2023 года являлась главным научным сотрудником ГБС РАН и заведующей двух научных подразделений: лаборатория физиологии и иммунитета растений и лаборатория защиты растений. С апреля 2025 года руководит научно-исследовательским отделом экспериментальной биологии и патологии растений ГБС РАН. 

## Научная деятельность
Специалист в области биотехнологии и геномики растений, мониторинга и диагностики вирусных патогенов в садовых агроценозах.
Автор более 400 научных работ, из них 8 монографий и 3 патентов.
Основные научные результаты:
- исследован фитопатогенный состав, этиология и происхождение вирусов в садовых агроценозах плодовых, декоративных и эфиромасличных растений в Республике Крым и на Юге Украины с применением молекулярно-биологических методов;
- разработаны системы оздоровления in vitro для целого ряда культур и пути получения безвирусного посадочного материала;
- исследованы процессы и выявлены общие закономерности в процессе соматического эмбриогенеза и органогенеза in vitro высших растений;
- созданы реципиентные системы для использования в селекции, геномике и биотехнологии размножения ценных сортов декоративных, плодовых, эфиромасличных растений и редких эндемичных видов; разработаны методологические основы сохранения растений in vitro и создан генобанк растительной плазмы садовых культур.

Под её руководством защищены две кандидатские и одна докторская диссертации.
Прошла 3-месячную стажировку по молекулярно-генетическим методам анализа маслины обыкновенной и биотехнологии размножения субтропических плодовых культур на базе кафедры молекулярной биологии и биотехнологии Александрийского технологического университета в г. Салоники, Греция (2008). На кафедре генетики и биотехнологии растений Университета аграрных наук им. Святого Иштвана (г. Геделле, Венгрия) по приглашению венгерской стороны провела курс лекций об основных направлениях биотехнологических исследований в Никитском ботаническом саду (2014).
Национальный корреспондент Международной ассоциации по биотехнологии растений (International Association for Plant Biotechnology, IAPB) от Российской Федерации. Член Российского общества физиологов растений, член Украинского общества клеточных биологов и биотехнологов, член Украинского общества генетиков и селекционеров, член Европейской ассоциации по исследованиям в области селекции растений (EUCARPIA), действительный член Нью-Йоркской Академии наук, член Международного научного садоводческого общества (International Society for Horticultural Science, ISHS), член Федерации Европейских обществ биологов растений (FESPB).
Член специализированного ученого совета НБС-ННЦ (Д 53.369.01) по защите докторских и кандидатских диссертаций по специальности «биотехнология» (2008-2013). Член специализированных ученых советов Национального университета биоресурсов и природопользования Украины (Д 26.004.02) по специальности «фитопатология» и ГУ «Институт пищевых биотехнологий и геномики НАН Украины» (Д 26.254.01) по специальности «биотехнология» (2012-2014). Член диссертационного совета Д 900.004 по специальностям 03.02.01 – ботаника и 03.02.08 – экология при НБС-ННЦ (2014-2024). Член диссертационного совета Д 900.011.02 по специальности 06.01.02 – селекция и семеноводство сельскохозяйственных растений (биологические науки) при ФГБУН «НБС-ННЦ» (2019-2023). Член ученого совета Никитского ботанического сада (2007-2021). Член ученого совета Главного ботанического сада им Н.В. Цицина (с 2022 г.)
Лауреат Премии АР Крым в номинации «Наука и научно-техническая деятельность» (Решение Президиума Верховной Рады Автономной Республики Крым от 4 декабря 2012 г., протокол № 1048-6/12). Заслуженный деятель науки и техники Республики Крым (Постановление Президиума Государственного Совета Республики Крым от 6 октября 2015 г., протокол № п106-1/15). Медаль Международного научного садоводческого общества (International Society for Horticultural Science, ISHS) в знак признания заслуг перед сообществом в качестве организатора VIII Международной научно-практической конференции «Биотехнология как инструмент сохранения биоразнообразия растений (физиологические, биохимические, эмбриологические, генетические и правовые аспекты)» в РФ (2018 г.). Благодарность за значительный вклад в развитие научной сферы и доблестный труд от Министерства науки и высшего образования РФ, г. Москва (Приказ от 22 июля 2021 г. № 217 к/п). Присвоено почетное звание  «Почетный работник науки и высоких технологий Российской Федерации», г. Москва (Приказ Минобрнауки России от 25 июня 2025 г. № 481 к/н).
Руководила направлением «Биотехнология» и была координатором программы в рамках мегагранта Российского научного фонда №14-50-00079 «Сохранение и изучение растительного генофонда Никитского ботанического сада и разработка способов получения высокопродуктивных сортов и форм садовых культур для юга России методами классической и молекулярной селекции, биотехнологии и биоинженерии» (2014-2018). Руководитель гранта РНФ № 19-16-00091 Фундаментальные основы создания толерантных к основным вирусным патогенам сортов персика и абрикоса с применением современных методов селекции, биотехнологии, геномики и криотерапии» (2019-2021). Руководитель гранта РНФ № 22-16-00074 «Изучение генетического разнообразия и эволюции дальневосточных видов рода Actinidia Lindl. с целью разработки методологических основ их сохранения ex situ» (2022-2024). Основной исполнитель гранта РНФ № 23-16-00032 «Выявление и молекулярный анализ вирусов плодовых и декоративных культур в России» (2023-2025). С 2025 г. руководитель гранта РНФ № 25-16-00145 «Биотехнологические, молекулярно-генетические, физико-химические и селекционные подходы в изучении, сохранении и использовании генетических ресурсов Chaenomeles Lindl.»
Эксперт по вопросам агробиотехнологии Российского научного Фонда (с 2014 г.). Эксперт фонда Сколково (с 2015 г.). Эксперт Российской академии наук (с 2016 г.). Эксперт РФФИ (2017-2024). Член экспертного совета Российского научного Фонда по научным проектам, секция 06 Сельскохозяйственные науки (2018-2024).